# Le Livre d'or de la science-fiction : Science-fiction allemande - Étrangers à Utopolis
Le Livre d'or de la science-fiction : Science-fiction allemande - Étrangers à Utopolis est une anthologie de nouvelles de science-fiction consacrée à la science-fiction allemande, publiée en septembre 1980 en France. Rassemblées par Daniel Walther, les seize nouvelles sont parues entre 1887 (Sur la bulle de savon) et 1977 (Les Grandes Manœuvres).

## Publication
L'anthologie fait partie de la série francophone Le Livre d'or de la science-fiction, consacrée à de nombreux écrivains célèbres ayant écrit des œuvres de science-fiction. Elle ne correspond pas à un recueil déjà paru aux États-Unis ; il s'agit d'un recueil inédit de nouvelles, édité pour le public francophone, et en particulier les lecteurs français.
L'anthologie a été publiée en mars 1980 aux éditions Presses Pocket, collection Science-fiction no 5087  (ISBN 2-266-00924-9).
L'image de couverture a été réalisée par Helmut Wenske.

## Préface
- S.F. Made in Germany, préface de Daniel Walther « disponible en ligne » sur le site NooSFere.

## Liste des nouvelles
- Sur la bulle de savon, (Auf der Seifenblase, 1887) de Kurd Lasswitz
- Rakkox le milliardaire : le roman d'un nouveau riche, (Rakkox der Billionär. Ein Protzenroman, 1900) de Paul Scheerbart
- La Bombe solaire, (Die Sonnenbombe, 1966) de Walter Ernsting
- La Belle et la Bête, (Das unbekannte Wesen, 1971) de Ernst Vlcek
- Anatomie de la peur, (Alphabet des Schreckens, 1979) de William Voltz
- Les Enclaves, (Die Enklaven, 1977) de Herbert W. Franke
- Le Conseiller du dessous, (Der Kanarlat, 1960) de Peter Von Tramin
- Les Autres, (Die Anderen, 1959) de Wolfgang Jeschke
- Les Grandes Manœuvres, (Das Manöver, 1977) de Herbert W. Franke
- Une mission pour Lord Glouster, (Ein Auftrag für Lord Glouster, 1958) de Alfred Andersch
- Projet N.O.E. ténèbres et azur, (N.O.A.H. himmelblau aund schwarz, 1978) de Hermann Ebeling
- L'Île, (Die Insel, 1974) de Reinhard Merker
- Premier Amour, (Erste Liebe, 1962) de Gerd Maximovic
- Autoexpérimentation, (Selbstversuch, 1974) de Harald Buwert
- Épines de lumière, (Lichtdornen, 1975) de Gerd Ulrich Weise
- La Démonstration, (Die Demonstration, 1977) de Gerhard Zwerenz